# Nesmoth
Nesmoth (în arabă نصمت) este o comună din provincia Mascara, Algeria.
Populația comunei este de 5.527 de locuitori (2008).